# Балдуин Ибелин (сенешаль Кипра)
Балдуин (Бодуэн) Ибели́н (фр. Baudouin d’Ibelin; ум. 21 февраля 1267) — государственный и военный деятель эпохи крестовых походов, сенешаль Кипрского королевства (с 1246 года) и, по некоторым данным, Иерусалимского королевства.

## Биография
Балдуин Ибелин родился в семье влиятельного иерусалимско-кипрского феодала Жана I Старого, одного из известнейших представителей рода Ибелинов. Балдуин был пятым (или четвёртым) сыном Жана Ибелина от его второй жены Мелисанды, леди Арсуфа. Точная дата рождения Балдуина неизвестна, скорее всего, он родился между 1212 и 1215 годами. Место его рождения также неизвестно, однако можно предположить, что это был Бейрут, сеньором которого в тот период был его отец, или Арсуф, который унаследовала его мать (в любом случае это была территория Леванта, потому как в политике Кипрского королевства Жан Ибелин начал принимать участие только с 1217 года).
После того как брат Жана Старого Филипп Ибелин в 1218 году стал фактическим регентом Кипрского королевства при малолетнем короле Генрихе I Лузиньяне и его матери королеве Алисе, отец Балдуина всё активнее начал погружаться в хитросплетения кипрской политики. После смерти Филиппа в 1227 году Жан Ибелин становится регентом Кипрского королевства.
Летом 1228 года на остров прибыл император Фридрих II Гогенштауфен и регент королевства в сопровождении свиты и двух своих сыновей, Балиана и Балдуина, направился в Лимасол чтобы приветствовать императора. Однако Фридрих II обманом захватил Жана Ибелина и его сыновей в плен и потребовал от регента признать сюзеренитет императора над Кипром, выплатить крупную сумму денег и отдать ему сеньорию Бейрут. После решительного отказа Жана Ибелина император приказал заточить его сыновей Балиана и Балдуина в качестве заложников в Лимасольский замок, «привязав к железному кресту, так что они не могли согнуть ни руки, ни ноги, а вместе с ними туда же на ночь поместили и других людей, заключенных в оковы». Вскоре их отец признал над королевством власть императора Фридриха и отказался от должности регента, после чего, очевидно, Балдуин с братом были освобождены.
Однако противостояние Фридриха II и Ибелинов на этом не прекратилось. 15 июня 1232 года войска императора были разбиты сторонниками Жана Ибелина в битве при Агриди, в которой принял участие и молодой Балдуин Ибелин.
Далее о судьбе Балдуина Ибелина ничего не известно вплоть до 1246 года, когда король Генрих I Лузиньян пожаловал ему должность сенешаля Кипрского королевства. В 1247 году Балдуин от имени короля Генриха во главе ста кипрских рыцарей участвовал в провальной обороне Аскалона от осадивших город айюбидских войск. В 1249 году Балдуин, вместе со своим братом Ги Ибелином, во главе кипрских рыцарей присоединился к Седьмому крестовому походу под руководством французского короля Людовика IX. В апреле 1250 года после поражения крестоносцев при Фарискуре Балдуин Ибелин вместе с королён Людовиком IX попал в плен к египтянам, но через месяц был освобождён за выкуп.
В одном из документов, датированном 15 сентября 1256 года Балдуин Ибелин упомянут в качестве сенешаля Иерусалимского королевства.

## Семья
Балдуин Ибелин с около 1230 года был женат на Алисе Бефсанской, внучке Гермонда I, сеньора Бефсана, которая родила ему пятерых сыновей и дочь:
- Жан Ибелин (ум. после 1250), с 1247 года был женат на Изабелле де Риве, дочери сенешаля Амори де Риве;
- Филипп Ибелин (1235/40 — 1304/5), коннетабль Кипрского королевства (1302), с 1253 года был женат на Симоне де Монбельяр, дочери и наследнице коннетабля Иерусалима Эда де Монбельяр и Эшивы де Сент-Омер, княгини Галилейской;
- Ги Ибелин (1235/40 — после 1270), с 1266 года был женат 2-м браком на Марии Киликийской, дочери короля Киликии Хетума I. Их дочь Изабелла — жена Хетума Корикосского;
- Балиан Ибелин (ок. 1240—1284/98), был женат на Маргарите, дочери Раймонда Висконти;
- Гуго Ибелин (ок. 1255—1315), один из руководителей мятежа кипрских баронов и установления регентства в 1306 году, в 1312 году был заключён в тюрьму в горах Кирении, где и умер; с 1304 года был женат на Алисе, дочери Жана Ле Тора;
- Мелисанда Ибелин, умерла молодой[6].